# 掃子餐廳

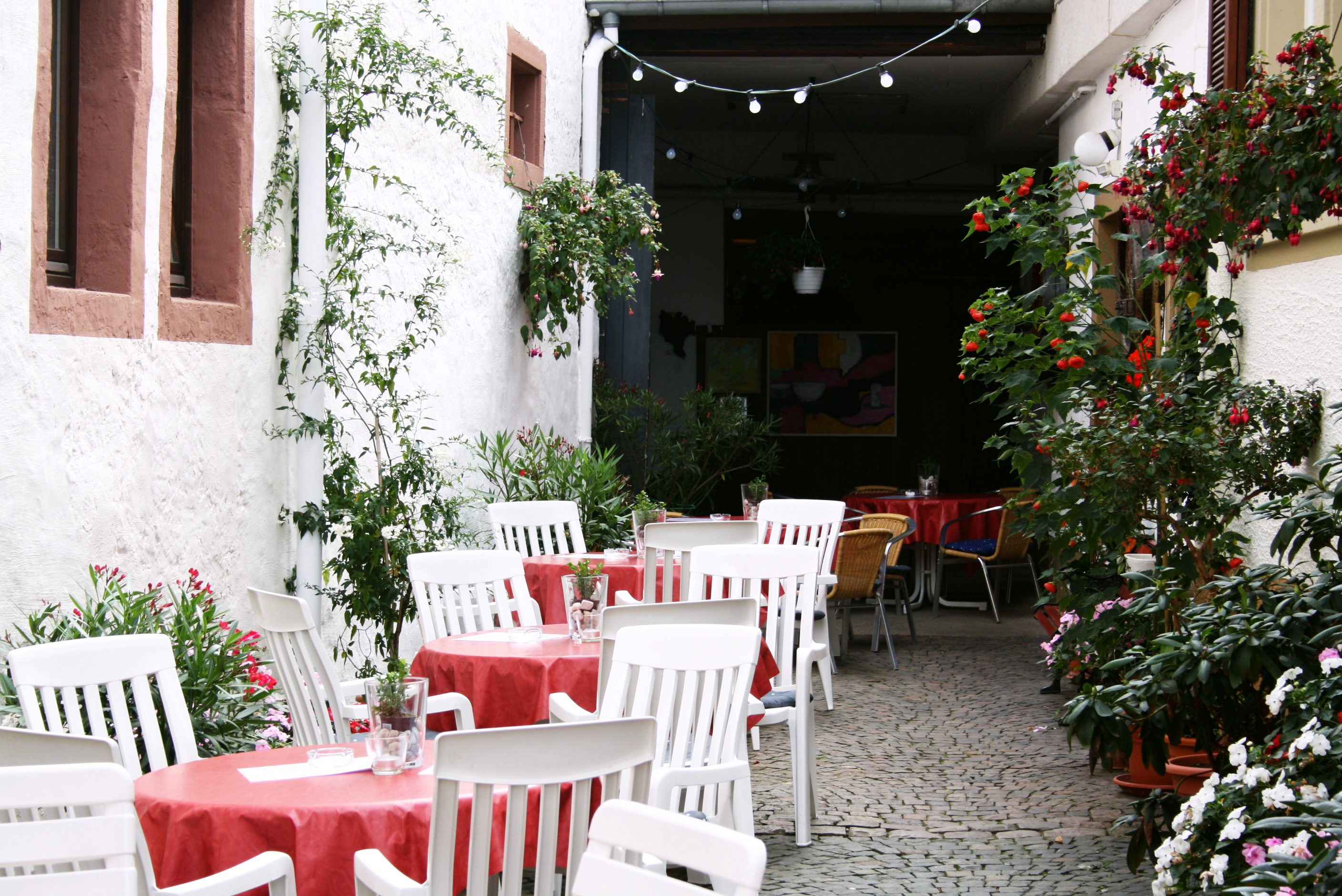
在德國Rhodt的Straußwirtschaft

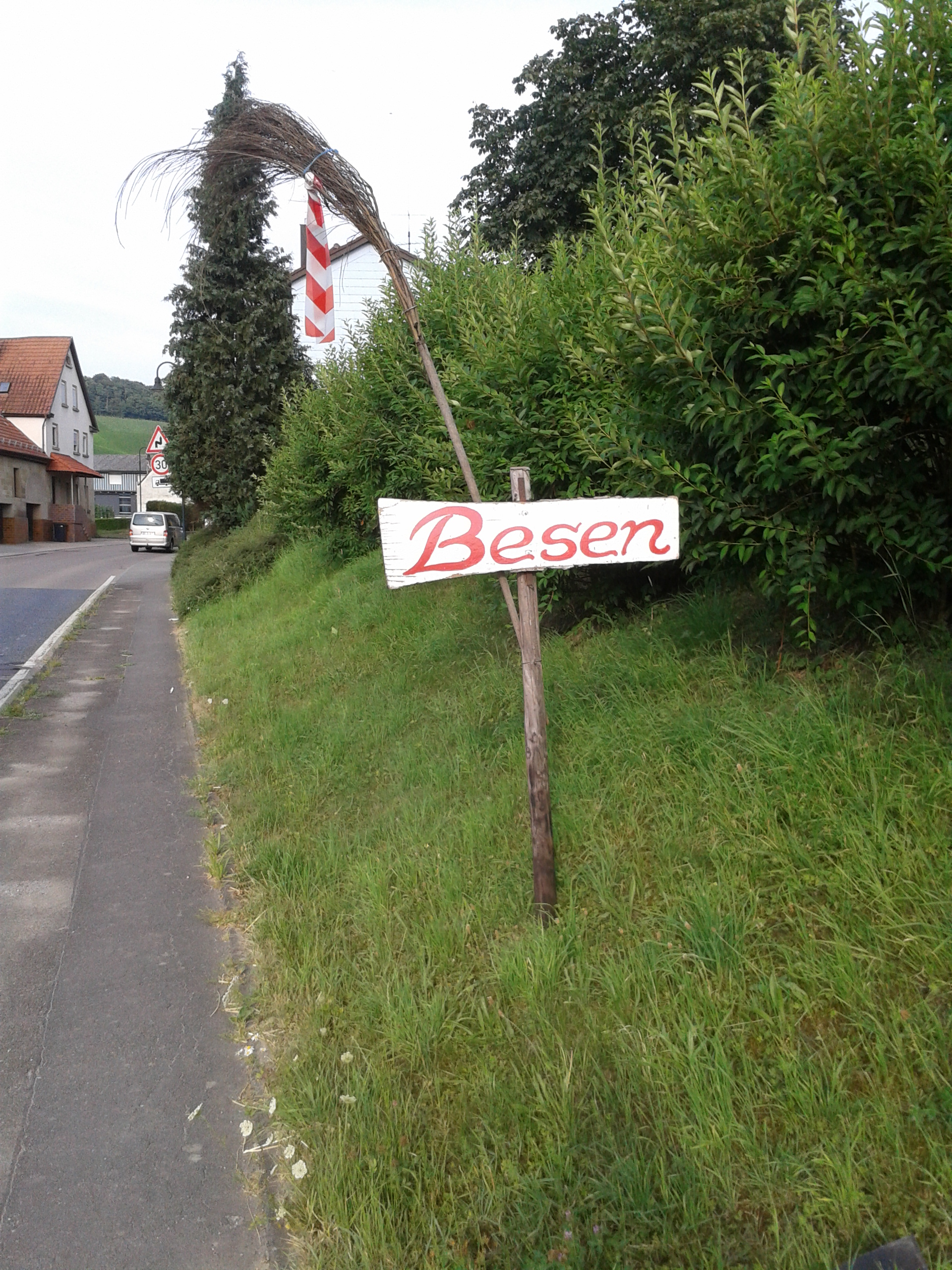
若店家正開門營業，會在外頭掛上掃帚

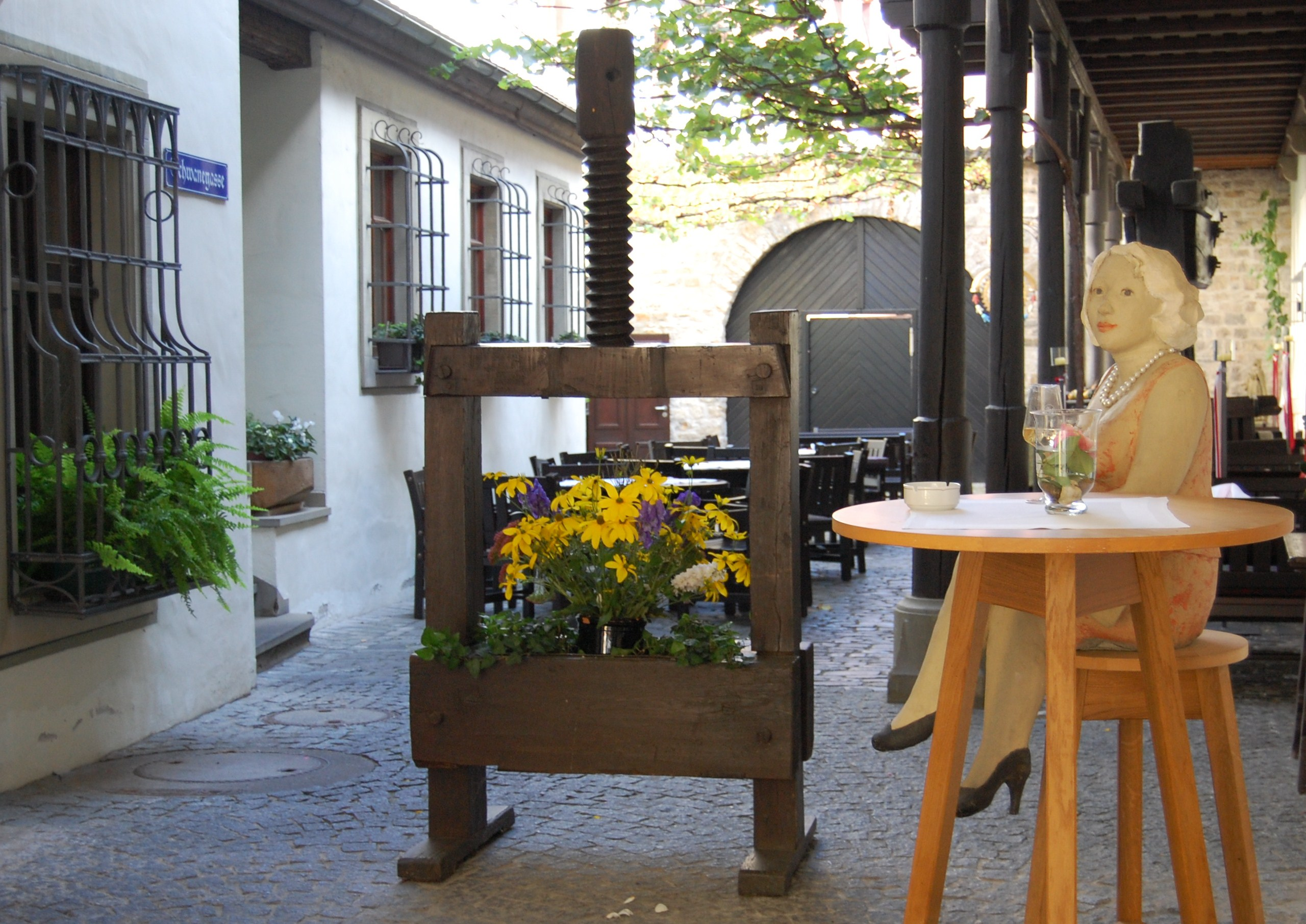
Franken地區的Heckenwirtschaft

掃子餐廳、掃帚餐廳（德文：Straußwirtschaft，又稱Besenwirtschaft、Besenschänke或Besen等），是德國的一種餐廳、小酒館類型，尤其是在普法爾茨、萊茵黑森和萊茵高地區特別常見。這種小酒館的主人即為葡萄種植者及釀酒師，他們在政府規定的時間內（一般而言一年不能超過四個月）在店裡直接販售自己所釀製的酒。這種行業在德國不同地區有自己特定的稱法，例如在萊茵蘭和萊茵黑森地區，人們稱它為Straußenwirtschaft（花束餐廳）；在符騰堡地區則為Besenwirtschaft、Besenschänke或者簡稱Besen（掃帚餐廳）；在巴登地區為Kranzwirtschaft（花圈餐廳）；在法蘭克尼亞地區則是Häckerwirtschaft（葡萄園工人餐廳）。除了德國，在奧地利和瑞士也有此經營模式的小酒館，並擁有自己當地獨特的稱法。
在這樣的小酒館內，除了自身生產的酒類以外，也會提供適合搭配飲酒的簡單餐點。一般來說選擇不會太多，並以冷食居多，例如起司、洋蔥、酸菜或是主人自製的香腸搭配麵包等。當小酒館營業時，會在其門外掛上樹枝、掃帚、花圈或其他相似的物品，以標示小酒館正在營業週期內。